# Montreuil-des-Landes
Montreuil-des-Landes település Franciaországban, Ille-et-Vilaine megyében. Lakosainak száma 235 fő (2022. január 1.). Montreuil-des-Landes Billé, Châtillon-en-Vendelais, Combourtillé, Mecé, Parcé és Saint-Christophe-des-Bois községekkel határos.

## Népesség
A település népességének változása:
| Lakosok száma | 255  | 234  | 198  | 204  | 241  | 247  | 240  | 232  | 233  | 235  |
|               | 1968 | 1982 | 1990 | 2006 | 2013 | 2015 | 2017 | 2019 | 2020 | 2022 |